# Kunstmuseum van Reykjavik

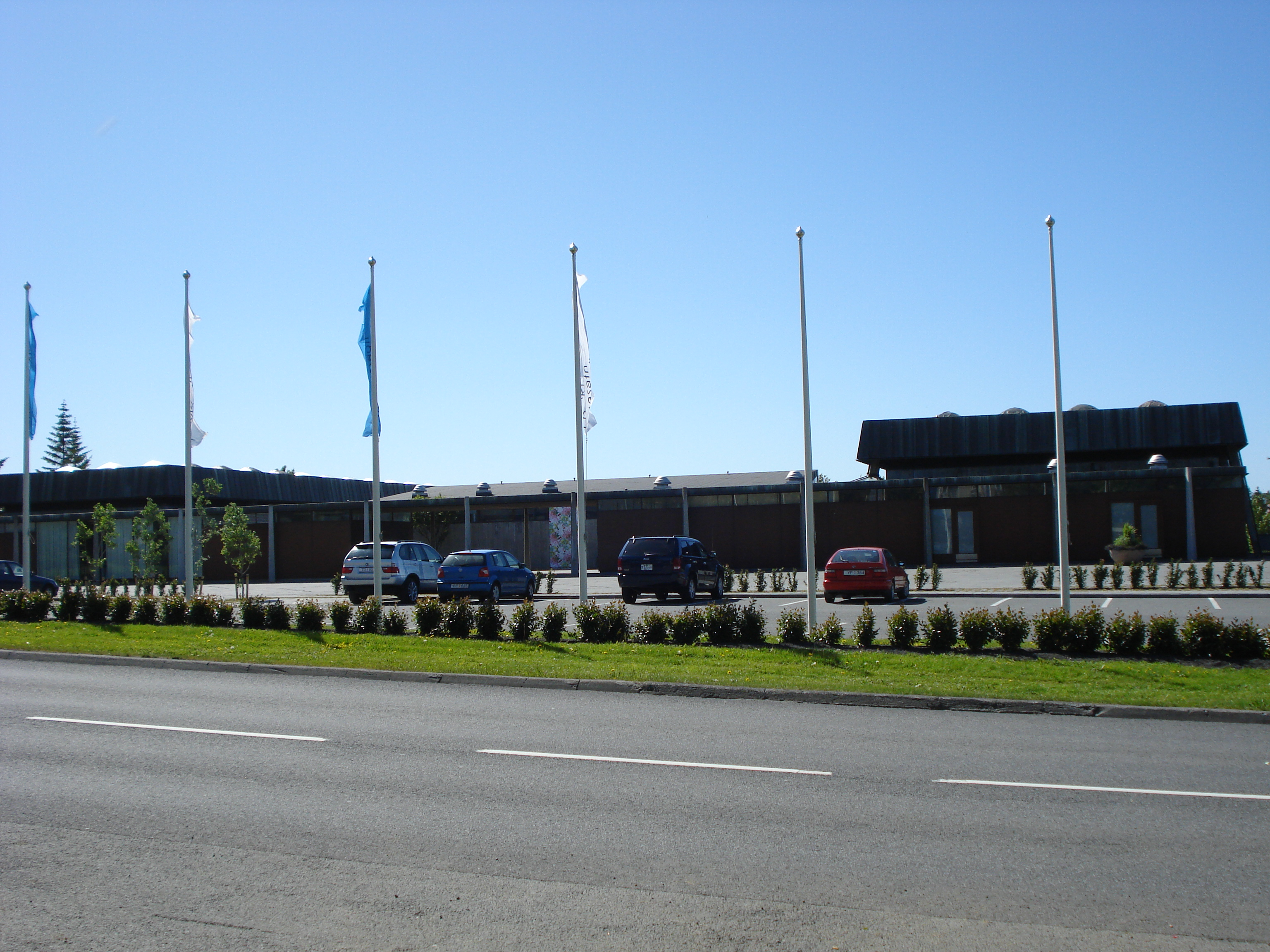
Kjarvalsstaðir, geopend in 1973

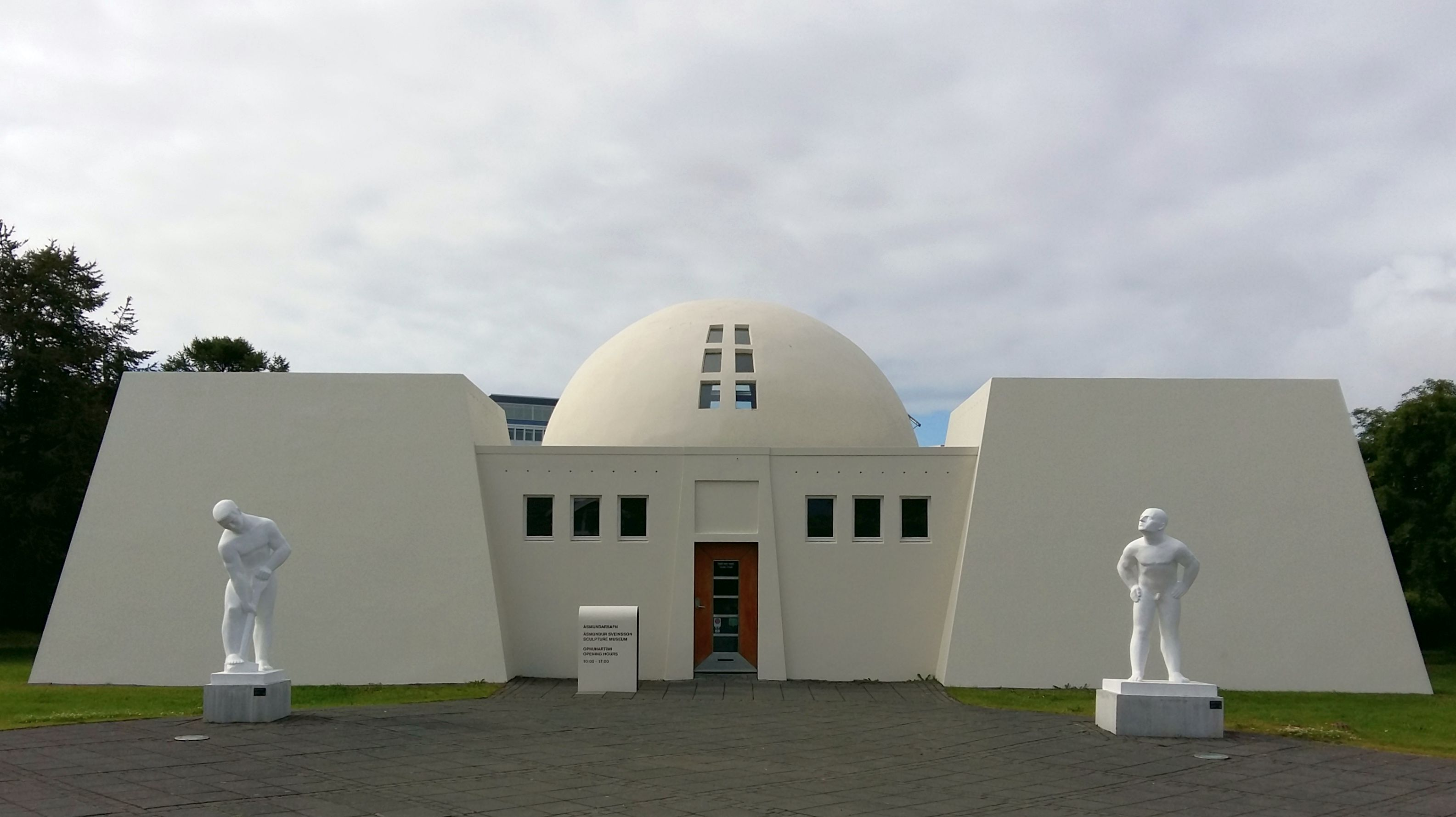
Ásmundarsafn, geopend in 1983.

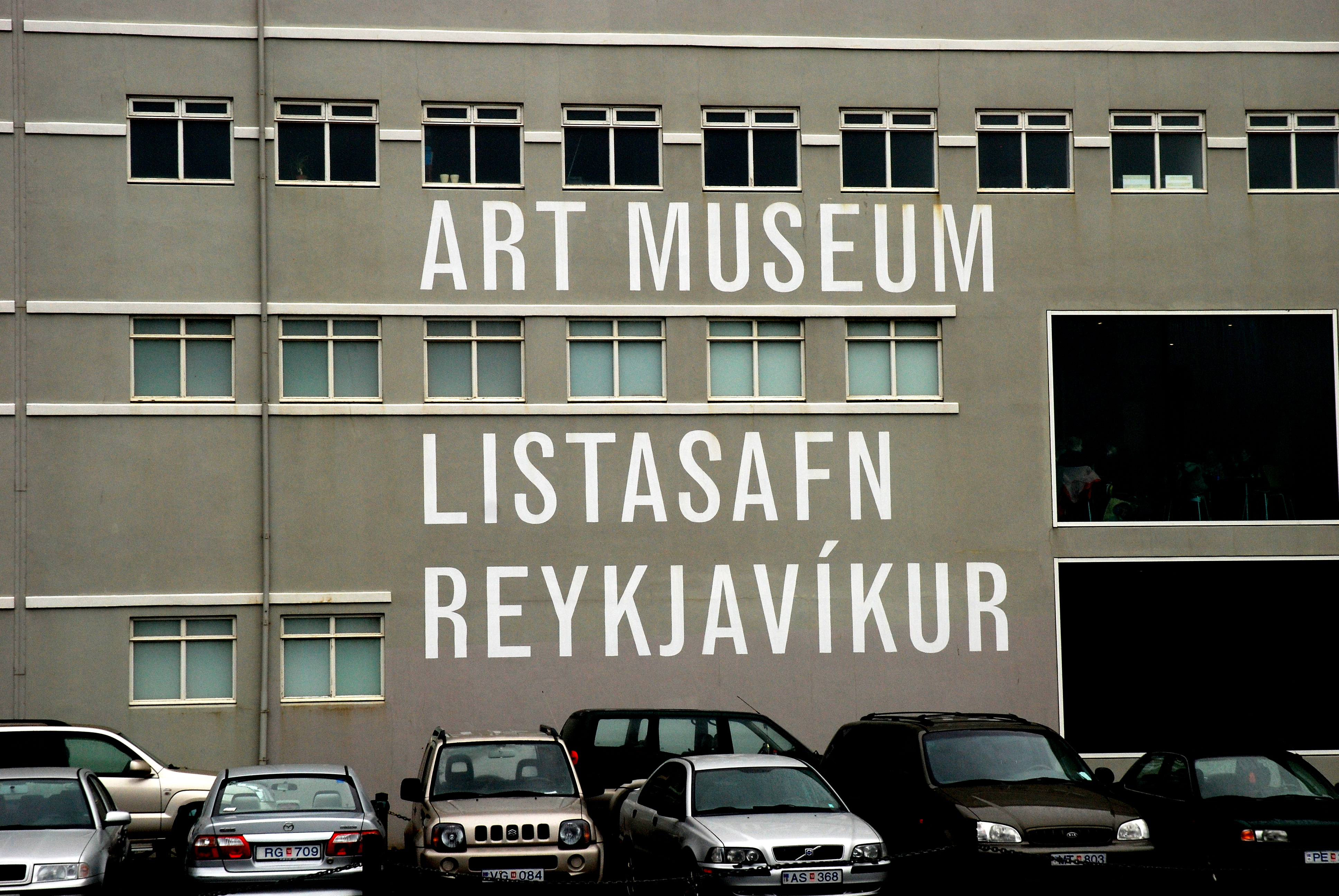
Hafnarhúsið, geopend in 2000.

Het Kunstmuseum van Reykjavík (IJslands: Listasafn Reykjavíkur) is een museum en de grootste instelling voor moderne beeldende kunst in IJsland. Het beslaat drie locaties in Reykjavik: Hafnarhús bij de oude haven, Kjarvalsstaðir bij Klambratún en Ásmundarsafn in Laugardalur. Kunstwerken uit het museum zijn ook te zien in openbare gebouwen en in open ruimtes in de stad.

## Achtergrond
Het museum bezit de grootste kunstcollectie in IJsland en de meest omvangrijke galerieruimte van het land. Op meer dan 3.000 m² worden jaarlijks meer dan twintig tentoonstellingen gehouden, variërend van uitgebreide tentoonstellingen uit de museumcollectie tot installaties van hedendaagse kunst van jonge, internationale kunstenaars.
Een verscheidenheid aan evenementen zorgt ervoor dat er op verschillende manieren naar kunst wordt gekeken. Uitgebreide familieprogramma's en rondleidingen voor studenten van alle niveaus worden gecultiveerd. Daarnaast neemt het museum actief deel aan ambitieuze samenwerkingsprojecten en festivals op het gebied van muziek, film, design, dans, drama en literatuur. Educatie is een belangrijk onderdeel van de activiteiten van het museum. Jaarlijks bezoeken ruim dertienduizend scholieren het museum.
De stad Reykjavik is verantwoordelijk voor het beheer en de financiering van het museum, het museum voor de kunstcollectie van de stad.

### Hafnarhús
Hafnarhús is de meest recente toevoeging aan de locaties van het museum. Na een complete renovatie werd het in april 2000 in gebruik genomen. Het gebouw fungeerde vroeger als havenmagazijn. Tijdens de renovatie is ervoor gezorgd dat zoveel mogelijk van de oorspronkelijke architectuur bewaard zou blijven.
Het museum omvat zes zalen, een binnenplaats en een multi-inzetbare ruimte waar de meest uiteenlopende evenementen plaatsvinden, van rockconcerten tot poëzievoordrachten.

### Kjarvalsstaðir
Kjarvalsstaðir werd geopend in 1973. Het is vernoemd naar een van de meest geliefde schilders van het land, Jóhannes Sveinsson Kjarval (1885-1972). Zijn werken vormen een groot deel van de permanente collectie van het museum. Kjarval was een levende legende, een romantische bohemien die de schoonheid en mystiek van het land dat hij zo goed kende, wist vast te leggen.
Het unieke gebouw van Kjarvalsstaðir wordt omgeven door de tuin van Klambratún en ligt op korte afstand van het centrum van Reykjavík. Het gebouw is het eerste in IJsland dat speciaal is ontworpen voor tentoonstellingen van beeldende kunst. Naast tentoonstellingen van de werken van Kjarval zijn er tijdelijke tentoonstellingen van IJslandse en internationale kunst, evenals architectuur en design met de nadruk op werken uit de 20e eeuw.

### Ásmundarsafn
Ásmundarsafn werd geopend in 1983. Het is gewijd aan de sculpturen en tekeningen van Ásmundur Sveinsson (1893-1982). De werken die daar te zien zijn, beslaan de hele carrière van Ásmundur en zijn zowel thematisch als collectief te zien met werken van andere kunstenaars. Ásmundur was een van IJslands pioniers op het gebied van beeldhouwkunst en zijn werken bevinden zich zowel binnen als buiten door het hele land.
Het gebouw is het voormalige huis en atelier van de kunstenaar. Ásmundur ontwierp en bouwde het grotendeels zelf, tussen 1942 en 1950. In de architectuur ervan speelde hij met de Arabische culturen en mediterrane invloeden. Een beeldentuin rondom het museum met werken van de kunstenaar is het hele jaar toegankelijk voor het publiek.